# 迪利普·庫馬
迪利普·庫馬（真實姓名為：穆罕默德·尤薩夫·汗（Muhammad Yusuf Khan）；1922年12月11日—2021年7月7日）是印度电影明星，有「悲劇之王」（Tragedy King）的綽號。

## 简介
迪利普·库马尔出生于白沙瓦，其曾八次榮獲印度電影觀眾獎的最佳男演員殊榮，在其50多年的职业生涯中参演了近60部电影，其中最具代表性的作品包括《我王莫卧儿》、《戴维达丝》、《手足之情》。他生前患有前列腺癌。
当地时间2021年7月7日早晨7时30分，迪利普·库马尔在孟買印度教醫院去世，终年98岁。馬哈拉施特拉邦政府批准其遗体将于2021年8月安葬于珠瑚國家榮譽墳場。

## 荣誉
2015年，迪利普·库马尔因其在演藝界的成就，獲得印度政府頒發的莲花赐勋章。
2021年7月7日，印度总理莫迪发布推特表示悼念：“迪利普·库马尔将作为一个电影传奇被铭记”。

## 外部連結
- 维基共享资源上的相關多媒體資源：迪利普·庫馬
- 迪利普·庫馬在互联网电影资料库（IMDb）上的資料（英文）